# Ren Hang
Ren Hang (23 de fevereiro de 1989) é um futebolista profissional chinês que atua como defensor.

## Carreira
Ren Hang representou a Seleção Chinesa de Futebol na Copa da Ásia de 2015.